# 대한민국 형법 제108조
대한민국 형법 제108조는 외국사절에 대한 폭행등(폭행 · 협박 · 모욕 · 명예훼손)에 관한 형법 각칙의 조문이다.

## 조문
| 제108조 【외국원수에 대한 폭행등】 ① 대한민국에 파견된 외국사절에 대하여 폭행 또는 협박을 가한 자는 5년 이하의 징역이나 금고에 처한다. ② 전항의 외국사절에 대하여 모욕을 가하거나 명예를 훼손한 자는 3년 이하의 징역이나 금고에 처한다. - 본 죄는 미수와 예비·음모, 선동·선전 행위에 대하여 처벌하지 않는다. - 반의사불벌죄로, 외국정부의 명시한 의사에 반하여 공소를 제기할 수 없다. (→형법 제110조) - ②항의 '모욕'과 '명예훼손'의 경우 공연성을 요하지 않는다. |

## 같이 보기
- 형법 제107조
- 마크 리퍼트 주한 미국 대사 피습 사건